# I Pooh 1975-1978
1975-1978 è il titolo della raccolta antologica dei Pooh che raccoglie i brani di maggior successo del complesso. Si tratta esclusivamente di pezzi del triennio '75-'77, ma la raccolta deve il suo nome all'anno di pubblicazione, appunto il 1978.

## Il disco
Ciascuno dei quattro LP di quel periodo (che vanno da Un po' del nostro tempo migliore a Rotolando respirando) è rappresentato con due canzoni. Nel disco sono presenti anche Donna davvero, lato B del singolo Linda del 1976, come anche È bello riaverti, uno dei brani più romantici dei Pooh (già retro del singolo Ninna Nanna del 1975, ma che qui viene riproposto in una versione studio leggermente diversa rispetto a quella originariamente pubblicata). Questi due brani, nel frattempo scomparsi dal commercio, vengono pubblicati per la prima volta su LP. Rispetto alla raccolta precedente, I Pooh 1971-1974, questa antologia si distingue per il fatto di includere anche brani pubblicati solo su 33 giri e per la presenza di pezzi strumentali: si  tratta di Mediterraneo e dei due brani del 45 giri Risveglio/La gabbia; questi ultimi, prima inediti su album, erano stati presentati non molto prima al Festival del Cinema di Venezia ed utilizzati dalla Rai come colonna sonora dello sceneggiato televisivo La Gabbia.
Dato il rapido sviluppo musicale del gruppo durante quegli anni, la raccolta risulta assai eterogenea. I parecchi brani del 1975, dal finale sfumato, vengono quasi tutti abbreviati rispetto alla stampa originale a causa della limitata capacità del vinile.

## Brani
1. Linda (Facchinetti-Negrini) - 3'37" - 1976
2. È bello riaverti (Facchinetti-Negrini) - 4'16" - 1975
3. La gabbia (Facchinetti) - 4'17" - 1977
4. Pierre (Facchinetti-Negrini) - 3'48" - 1976
5. Eleonora, mia madre (Facchinetti-D'Orazio) - 5'30" - 1975
6. Ninna nanna (Facchinetti-Negrini) - 3'20"- 1975
7. Dammi solo un minuto (Facchinetti-Negrini) - 4'34"- 1977
8. Donna davvero (Facchinetti-Negrini) - 3'34"- 1976
9. Mediterraneo (Facchinetti-Battaglia) - 4'04"- 1975
10. Cara bellissima (Facchinetti-Negrini) - 4'50"- 1975
11. Che ne fai di te (Facchinetti-D'Orazio) - 3'29"- 1977
12. Risveglio (Facchinetti) - 5'06"- 1977

## Formazione
- Roby Facchinetti - voce solista, pianoforte, tastiera
- Dodi Battaglia - voce solista, chitarra
- Stefano D'Orazio - voce, batteria, percussioni
- Red Canzian - voce solista, basso